# ASM奥兰
奥兰穆斯林体育协会（法語：Association Sportive Musulmane d'Oran，简称ASM Oran）是一支位于阿尔及利亚奥兰的足球俱乐部。俱乐部创建于1932年，球队队色为蓝色和白色。球队主体育场为哈比比·博阿卡尔体育场（Habib Bouakeul Stadium）。

## 球队荣誉
- 阿尔及利亚国家锦标赛
  - 亚军：1991年
- 阿尔及利亚杯
  - 亚军：1981年，1983年